# Coquillettidia nigricans
Coquillettidia nigricans är en tvåvingeart som först beskrevs av Daniel William Coquillett 1904.  Coquillettidia nigricans ingår i släktet Coquillettidia och familjen stickmyggor. Inga underarter finns listade i Catalogue of Life.